# Коцик Роман Іванович
Рома́н Іва́нович Ко́цик (1 грудня 1895, с. Хмелева, тепер Заліщицький район Тернопільської області — 11 квітня 1970, м. Рочестер, штат Нью-Йорк, США) — український інженер, агроном-дослідник, громадсько-політичний діяч.

## Життєпис
Народився 1 грудня в 1895 році в с. Хмелева у сім'ї місцевого пароха УГКЦ отця Івана Коцика (1867–1932).
Навчався в Кіцманській та Перемиській гімназіях. Під час навчання у Перемиській українській гімназії був провідником другого гуртка пласту дванадцятого відділу «Сянової Чайки». У 1927 році закінчив Високу Агрономічну школу у Відні.
Під час І-ї світової війни — вояк армії Австро-Угорщини, потрапив до російського полону, звідки 1917 р. втік. У місті Балта — секретар обласного комітету Селянської спілки. Брав участь в українізації ґімназії та комерційної школи, в якій викладав. Дописував до місцевої української преси.
Після проголошення ЗУНР працював урядовцем державного Повітового комісаріату в Заліщиках. Начальник відділу Міністерства фінансів УНР, урядовець з особливих доручень при Міністерстві Внутрішніх Справ УНР (м. Кам'янець-Подільський).
Після війни повернувся до Хмелеви, де працював над розвитком насіннєвого господарства в Шутроминській фундації (сільсько-господарська дослідна станція, в 1936–1939 роках був членом польської помологічної комісії на території південного Поділля.
Після організації Іваном Гафтковичем фірми «Podolie» (укр. «Поділля») працював у її Віденському представництві (разом з Корнилом Крушельницьким, Б. Зонтаґом), яка розширювала ринок збуту безрог (свиней) з Бучацького повіту.

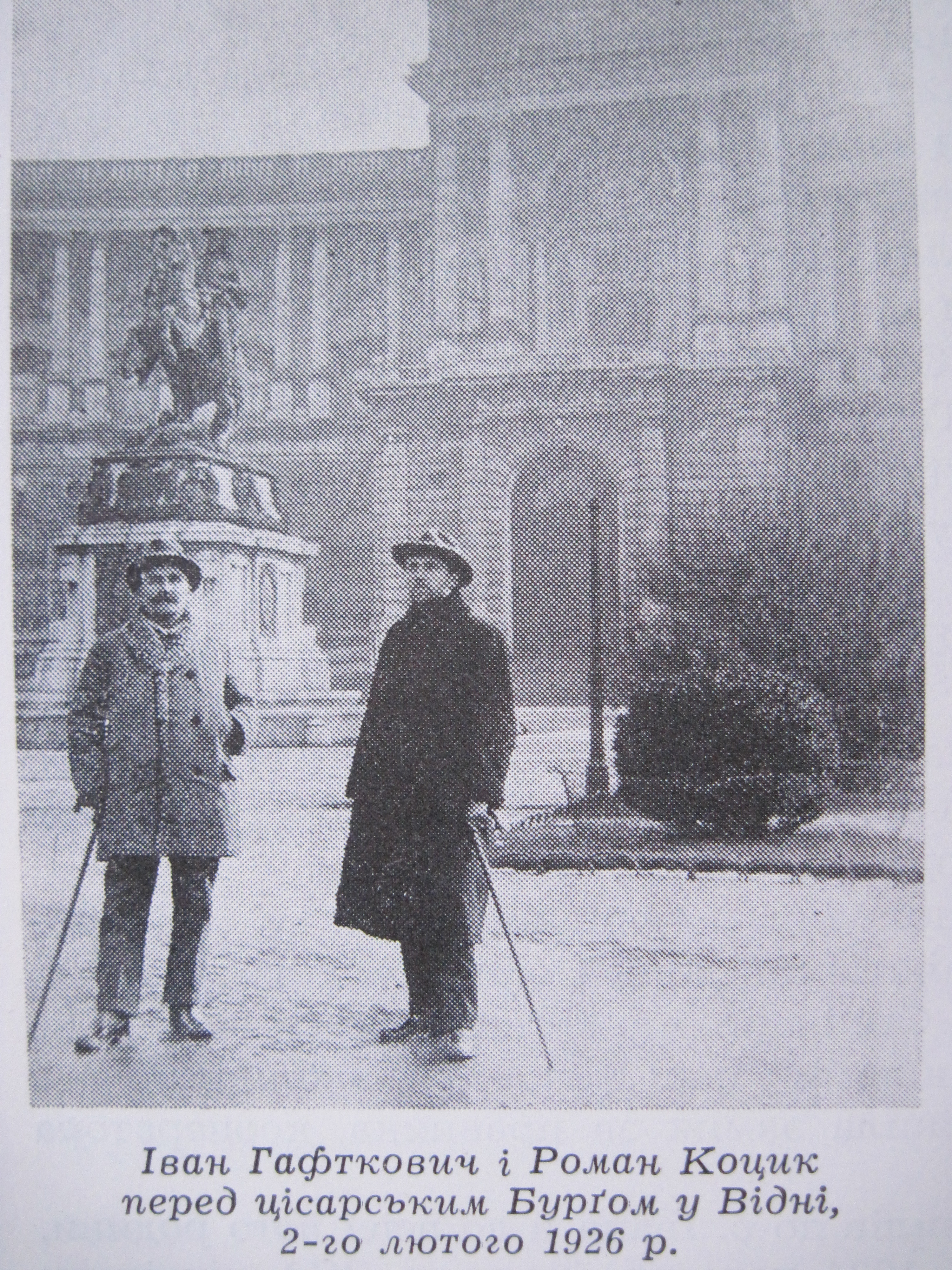

Після націоналізації маєтку виїхав до Німеччини (1939 р.), у 1949 році переїхав до США (м. Меріленд, Рочестер (Нью-Йорк)), де працював у городництві.
Проводив наукові дослідження як агроном, дописував до українських журналів «Сільський господар», «Практичне садівництво», «Жіноча доля», «Наше життя», автор праць з помології. Брав участь у політичному та громадському житті України. Брав участь в написанні історично-мемуарного збірника Бучач і Бучаччина (автор розділів «Бучач при кінці XIX і з початком XX ст.», «Пам'яті визначного промисловця»).
Помер 11 квітня 1970 року в Рочестері (Нью-Йорк).

### Родина
- Дружина — Теодоз[c]ія (Зиновія) Коцик (Гафткович) (21 червня 1903—†9 березня 1978, Рочестер (Нью-Йорк)), очільниця «Союзу Українок» у Хмелеві[5]. Донька — Анізія (Ніза) Коцик-Манзій, заснувала з Оксаною Смішкевич-Кузьмак в 1959 році курінь «Дніпровські хвилі», виховник пластового вишколу[6].
- Внук — професор Морегедського університету Адріан Манзій (Adrian Mandzy)[7].

### Літературний та науковий доробок
- Бучач при кінці XIX і з початком XX ст. //  Бучач і Бучаччина. Історично-мемуарний збірник / ред. колегія Михайло Островерха та інші. — Ню Йорк — Лондон — Париж — Сидней — Торонто : НТШ, Український архів, 1972. — Т. XXVII. — С. 175-178.
- Пам'яті визначного промисловця //  Бучач і Бучаччина. Історично-мемуарний збірник / ред. колегія Михайло Островерха та інші. — Ню Йорк — Лондон — Париж — Сидней — Торонто : НТШ, Український архів, 1972. — Т. XXVII. — С. 388—389.
- Заліщицький повіт наприкінці XIX і з початком XX століття // Чортківська округа. Повіти: Чортків, Копиченці, Борщів, Заліщики: Історично — мемуарний збірник. — Нью — Йорк, 1974. — С. 711-713.
- Садівництво і шкілкарство на півдні Галицького Поділля // Чортківська округа. — Повіти: Чортків, Копиченці, Борщів, Заліщики…  С. 713-716.
- Фундація в Шутроминцях // Чортківська округа…  С. 850-854.
- Перші пластові гуртки в Перемишлі // Пластовий Шлях. — 1999. — Ч. 1(121). — С. 46-47[8].